# Брикетный (платформа)
Брикетный (до 2023 года 797 км) — остановочный пункт казанских электропоездов Казанского отделения Горьковской железной дороги в северной части Казани, в Авиастроительном районе города. Расположена на т. н. северном внутригородском железнодорожном ходе, идущем в обход главного вокзала станции Казань-Пассажирская.
Представляет собой двухплатформенную низкую остановку. Недалеко от платформы находится мост через железную дорогу, связывающий проспект Амирхана и улицу Миля. На север от платформы находится завод МУП «Казметрострой».

## История
Основан в первой половине 1990-х гг., на линии, построенной в 1918 году, по запросам населения об открытии новых остановочных пунктов между станциями Восстания и Дербышки. Строительство остановочного пункта было поручено тресту «Казтрансстрой». Старое название станции дано по расстоянию от Москвы, новое — по одноимённому посёлку. Электрифицирована в 1972 году постоянным током напряжением 3 киловольта, в 1985 году изменено на переменный 25 кВ.
В 0,25 км по линии железной дороги от остановочного пункта был расположен жилой массив Казарма 797 км.
В 2012 году проведена реконструкция платформы.

## Фотографии

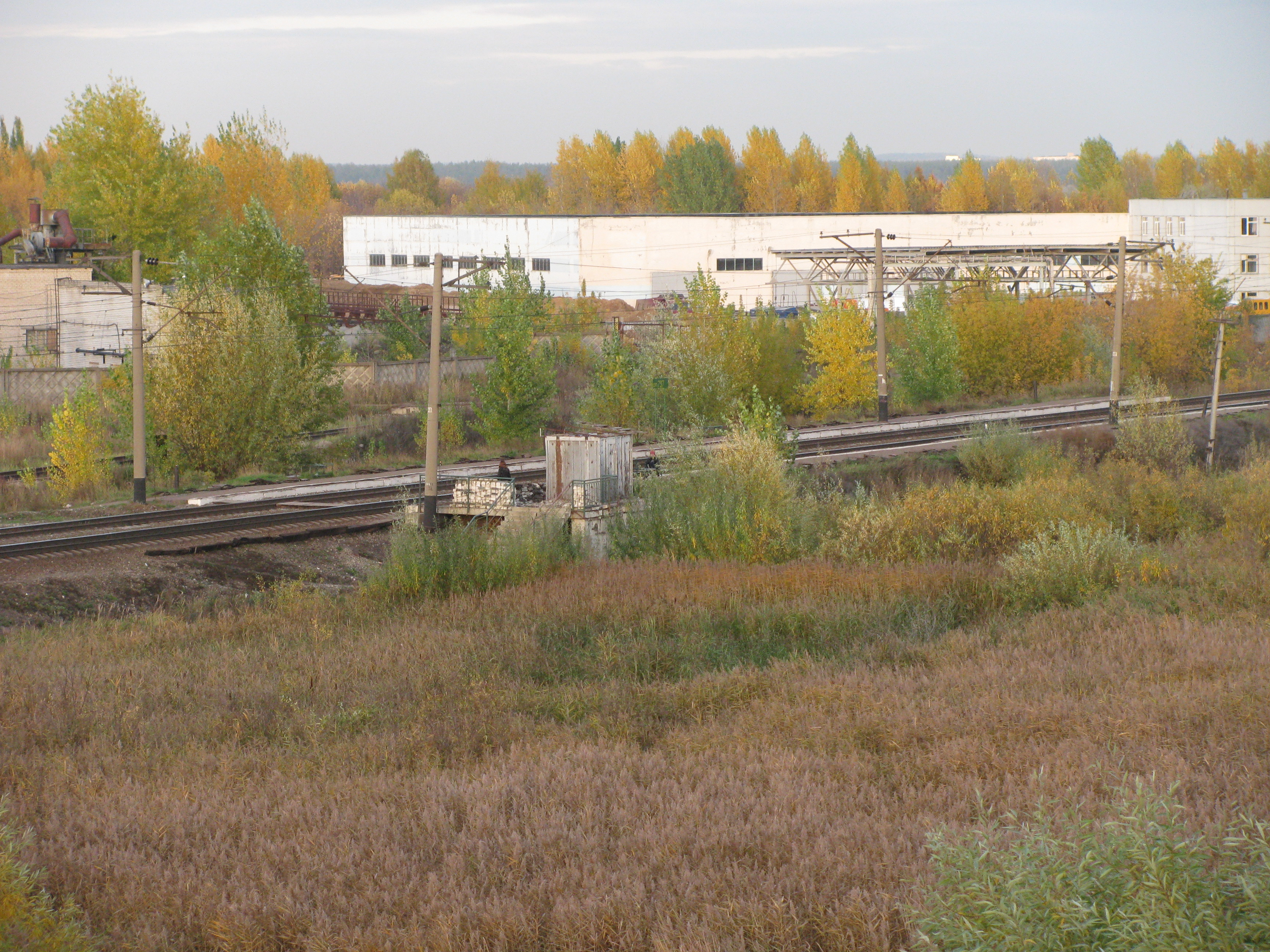
Платформа 797 км